# 莫洛哈

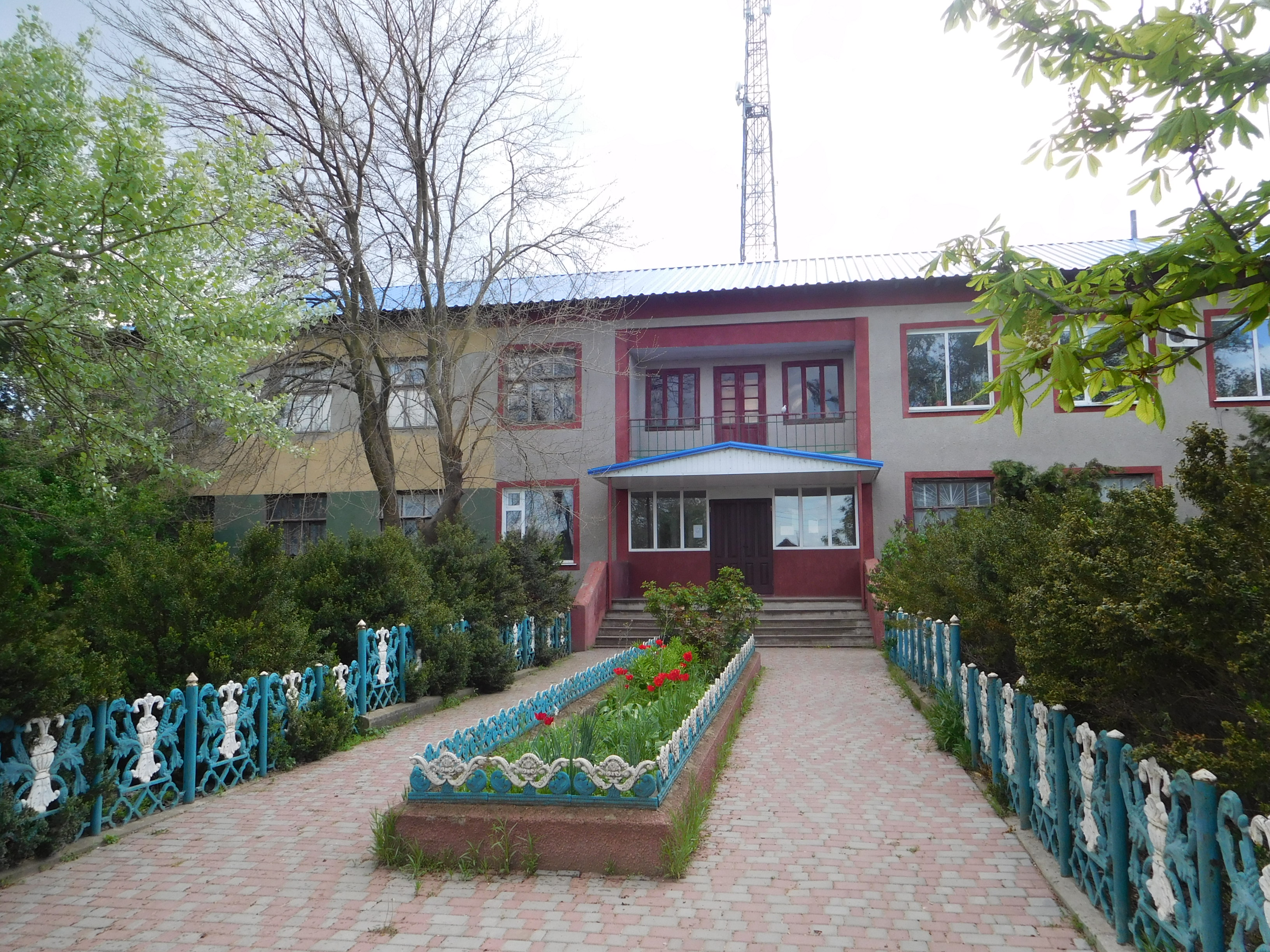
村委会楼

莫洛哈（烏克蘭語：Молога），是烏克蘭的村落，位於該國西南部敖德薩州，由比爾霍羅德-德涅斯特羅夫斯基區的莫洛哈市鎮負責管轄，始建於1824年，面積1.98平方公里，2001年人口2,046，人口密度每平方公里1,033.33人。
46°12′58″N 30°13′52″E / 46.21611°N 30.23111°E